# Origny-en-Thiérache
Origny-en-Thiérache é uma comuna francesa na região administrativa de Altos da França, no departamento de Aisne. Estende-se por uma área de 16,48 km². Em 2010 a comuna tinha 1 466 habitantes (densidade: 89 hab./km²).